# Rondane (nationale toeristenweg)

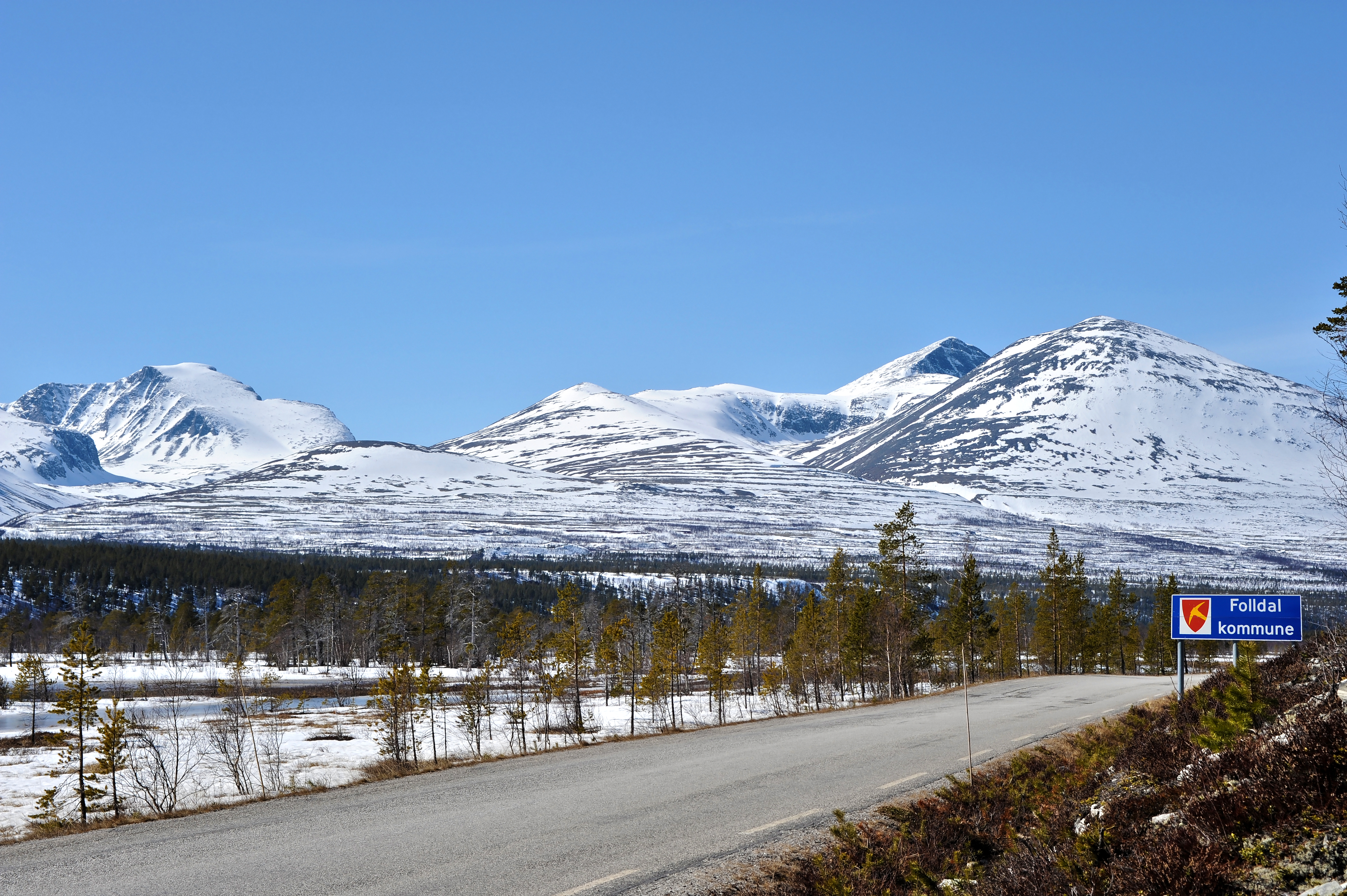

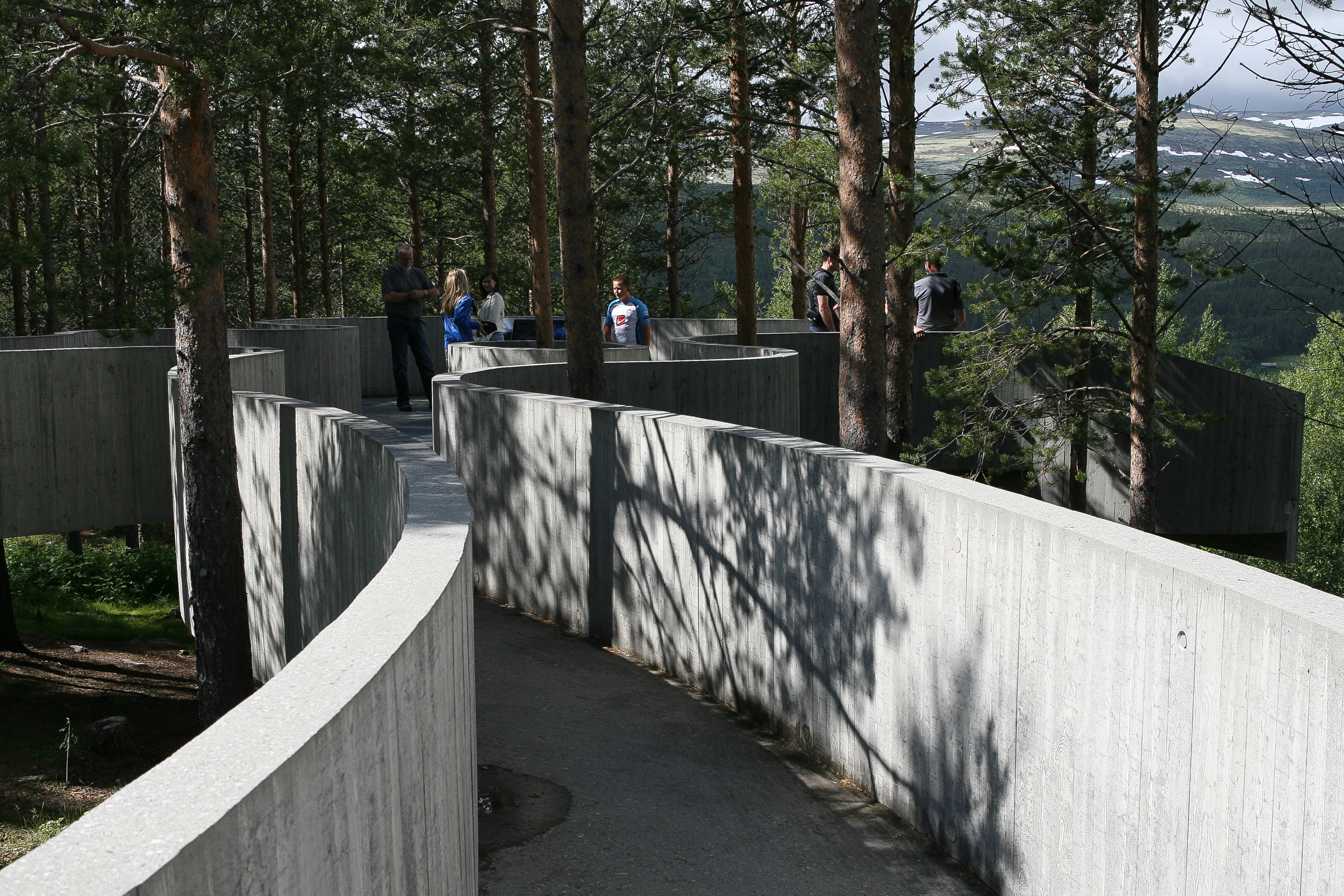

Rondane is een nationale toeristenweg in Noorwegen. De bewegwijzerde route langs Nationaal park Rondane is 75 kilometer lang en loopt van Folldal tot Venabygdsfjellet. Stopplaatsen zijn Atnbrufossen, Sohlbergplassen, Strømbu, Kjøllen.